# Gunung Lasem
Gunung Lasem är ett berg i Indonesien.   Det ligger i provinsen Jawa Tengah, i den västra delen av landet, 500 km öster om huvudstaden Jakarta. Toppen på Gunung Lasem är 803 meter över havet.
Terrängen runt Gunung Lasem är huvudsakligen lite kuperad. Gunung Lasem är den högsta punkten i trakten. Runt Gunung Lasem är det tätbefolkat, med 636 invånare per kvadratkilometer. Närmaste större samhälle är Lasem, 7,3 km väster om Gunung Lasem. Omgivningarna runt Gunung Lasem är en mosaik av jordbruksmark och naturlig växtlighet.